# Jean-Antoine Pénières
Pour les articles homonymes, voir Pénières.
Jean-Antoine Auguste Pénières est un homme politique français, né le 28 mars 1808 à Ussel (Corrèze) et mort dans la même ville le 13 mai 1877.

## Biographie
Avocat à Ussel, il est un opposant à la monarchie de Juillet. Il est député de la Corrèze de 1848 à 1851, siégeant au groupe d'extrême gauche de la Montagne,.

## Sources
- « Jean-Antoine Pénières », dans Adolphe Robert et Gaston Cougny, Dictionnaire des parlementaires français, Edgar Bourloton, 1889-1891 [détail de l’édition]